# Féris Barkat
Pour les articles homonymes, voir Barkat.
Féris Barkat, né en 2002 à Illkirch-Graffenstaden, est un activiste et influenceur français, cofondateur de l'association Banlieues Climat.

## Biographie
Féris Barkat naît en 2002 à Illkirch-Graffenstaden d'un père ouvrier algérien et d'une mère marocaine. Il grandit dans la banlieue de Strasbourg et obtient un baccalauréat économique et social. Il étudie ensuite à Londres, à la London School of Economics, qu'il abandonne au cours de la deuxième année, puis intègre le Collège citoyen de France de Paris.
Actif sur les réseaux sociaux et notamment sur la plateforme TikTok, il gagne en popularité au cours de l'année 2022.
En décembre 2022, il cofonde Banlieues Climat avec Sanaa Saitouli, Abdelaali El Badaoui et Sefyu,. Banlieues Climat est une association visant à sensibiliser les jeunes entre 16 et 25 ans au climat et à l'écologie,,, des thèmes qu'il estime délaissés dans les banlieues,. Le 7 juin 2024, l'association signe un partenariat avec Sylvie Retailleau, alors ministre de l'Enseignement supérieur. En juin 2024, il « mobilise la jeunesse des quartiers populaires » en vue des élections législatives.